# Fodslette Sogn
Fodslette Sogn er et sogn i Langeland-Ærø Provsti (Fyens Stift).
I 1800-tallet var Fodslette Sogn anneks til Tryggelev Sogn. Begge sogne hørte til Langelands Sønder Herred i Svendborg Amt. Tryggelev-Fodslette sognekommune blev ved kommunalreformen i 1970 indlemmet i Sydlangeland Kommune, der ved strukturreformen i 2007 indgik i Langeland Kommune.
I Fodslette Sogn ligger Fodslette Kirke.
I sognet findes følgende autoriserede stednavne:
- Bukkemose (bebyggelse)
- Eskebjerghave (areal)
- Fodslette (bebyggelse, ejerlav)
- Hjortholm (ejerlav, landbrugsejendom)
- Ore (bebyggelse, ejerlav)
- Rødbjerghavn (landbrugsejendom)